# Sárga borgyökér
A sárga borgyökér vagy sáfrányos mételykóró (latinul Oenanthe crocata) a zellerfélék (Apiaceae) családjában a borgyökér (Oenanthe) nemzetségbe tartozó növényfaj. Nyugat-Európában, illetve a Mediterráneum nyugati és középső részén őshonos, de jelen van a Kelet-Mediterráneumban is, valamint behurcolták Németországba, Argentínába és a Karib-térségbe. Magyarországon nem él.

## Jellemzői
Nedves, mocsaras területeken, gyakran vízpartok mentén fordul elő. Évelő, lágy szárú növény, tömör gyökeréhez raktározó gumók kapcsolódnak. Ernyővirágzatát fehér virágok alkotják. A termései külső része szivacsos szerkezetű, ennek köszönhetően képesek fenn maradni a víz felszínén, így a vízzel könnyen terjednek.

## Felhasználása

### Mérgező növény
A növény minden részében jelen van a oenantotoxin nevű, a poliénalkoholok közé tartozó, izombénulást okozó neurotoxin, legnagyobb koncentrációban a növény szárában és főleg a szénhidrátokban is gazdag gyökerében, és csak nagyon kis mennyiségben a termésekben. Gyökere a téli időszakban a legmérgezőbb, tavasszal pedig a toxin megjelenik a friss hajtásban is. Habár az állatok a kisebb toxinkoncentrációjú leveleket lelegelik, az olyan helyeken, ahol akkor még nem nagyon van más növény, a levelek elfogyasztása is okozhat mérgezést körükben. Az emberi és állati mérgezéseket azonban legtöbbször a növény gyökere okozza. Gyakori a mérgezés gyermekeknél, akik a növény gyökeréből kifolyó, pasztinákízű nedvet megkóstolják. (A növény megvágott tövéből sárga lé folyik ki, ami a levegőn állva idővel megsötétedik.) A növényt a történelem során gyilkossági célból is alkalmazták.
A mérgezést elősegíti, hogy míg a mérgező növények íze többnyire keserű, vagy kellemetlen, addig a sáfrányos mételykóró édeskés ízű és aromájú.
2009-ben az úgynevezett szardíniai vigyor (erőltetett vigyor, halálvigyor, halálmosoly; egyes szardíniai halottak gúnyos vigyorú arckifejezése) okozójaként nevezte meg a növényt a Giovanni Appendino kémikus, Mauro Ballero botanikus és további szerzők által írt publikáció. Magát a vigyort több ókori írásban is megemlítik: feltehetően a Kr.e. 9-10. századból Szardínia szigetéről, a föníciaiak egyik telephelyéről kivégzések olyan áldozatai ismertek, akik a leírások szerint „mosolygó arccal” léptek át a túlvilágba. (A publikáció szerint a már magatehetetlen öregeknek és a valami miatt halálra ítélteknek adhattak méregpoharat kivégzésük előtt, akiket a méreg elfogyasztását követően agyonvertek, vagy ledobtak egy szikláról, a méreg hatásaként azonban arcukon a jellegzetes „mosollyal” haltak meg.) A Kr.e. 8. században íródott Odüsszeiában is olvasható a „szardániosz” kifejezés kaján vigyor értelemben (Odüsszeusz nézett így, amikor hazatért Ithakába). Szardínia szigetéről ismertek vigyorgó fejeket ábrázoló szobrok. A szardíniai vigyort kiváltó méreg mibenlétét azonban 2009-ig nem azonosították. Az orvosi szakirodalomban ismert volt a risus sardonicus latin elnevezés, ami az arcizmok görcsös összehúzódását jelenti, és az előrehaladott vérmérgezés vagy a sztrichnin okozta mérgezés tüneteként jelenik meg: felhúzott szemöldök, dülledt szemek és nyitott száj jellemzi, azaz hasonlít a szardíniai vigyorhoz. A sztrichnin azonban ismeretlen volt Európában a föníciaiak idejében. Aztán 1999-ben egy szardíniai szerzetes vagy pásztor – az egyes források eltérnek a foglalkozását illetően – öngyilkosságot követett el a szigeten, arcán a szardíniai vigyor volt látható, holtteste mellett pedig megtalálták a mérget, amit megivott halála előtt. A méreg elemzéséből megállapították, hogy az a Szardínián gyakori sárga borgyökér, avagy sáfrányos mételykóró főzete volt.

### Gyógyszer- és szépségipari alkalmazás
Az oenantotoxin kis mennyiségben – a botoxhoz hasonlóan – az izmok időleges működésképtelenségét okozza, s ezzel elősegíti a ráncok eltűnését. Alkalmazására 2009-ben nagy reményekkel tekintettek.